# Plaza Bolognesi (Iquitos)
La plaza Bolognesi es un espacio público ubicado en la ciudad de Iquitos, Perú. Fue totalmente renovada y reinaugurada el 31 de diciembre de 2018. Su nombre proviene del militar peruano Francisco Bolognesi, héroe histórico de la batalla de Arica durante la Guerra del Pacífico.

## Descripción
La arquitectura de la nueva plaza es naturalista y ambientalista. Su espacio incluye un área de estatuas de personajes ilustres, zona de esparcimiento infantil y escenificaciones de paisajes amazónicos. El monumento a la familia de aspecto postmodernista es la escultura de mayor atracción de la plaza.
Al parque temático ecológico de Cerro Palmeras se lo convirtió en una extensión de la plaza al trasladar a los vendedores ambulantes de este espacio público al parque del Cerro Palmeras, decisión que fue criticada por un sector de la sociedad.